# آگاهی بالاتر
آگاهی بالاتر (به انگلیسی: Higher consciousness)، آگاهی از خدا یا به قول داون دیوریس، «بخشی از ذهن انسان است که توانایی فراتر رفتن از غریزه جانوری است». در حالی که این مفهوم ریشه‌های باستانی دارد، به‌طور قابل توجهی در ایدئالیسم آلمانی گسترش‌یافته‌است و یک مفهوم مرکزی در معنویت عامه معاصر، از جمله جنبش عصر نو است.
در سال ۱۸۱۲، آرتور شوپنهاور استفاده از اصطلاح «آگاهی بهتر» را آغاز کرد، آگاهی‌ای که «فراتر از همه تجربه‌ها و در نتیجه همه عقل، هم نظری و هم عملی (غریزه) نهفته‌است.» 

### انواع اصلی
انواع مختلف حالت‌های بالاتر هوشیاری می‌توانند به صورت جداگانه یا در ترکیب مختلف ایجاد شوند. فهرست انواع شناخته‌شده حالت‌های بالاتر آگاهی عبارتند از:
- حالت‌های بهبودیافته آگاهی که با کمک تکنیک‌های روانی مراقبه به دست می‌آید.
- تجربه بهینه و حالت «جریان».
- سرخوشی یک دونده؛
- خواب دیدن شفاف؛
- تجربه خارج از بدن؛
- تجربه نزدیک به مرگ؛
- تجربه عرفانی (گاهی به عنوان بالاترین حالت‌های عالی آگاهی در نظر گرفته می‌شود)